# Rio Logone
O rio Logone (ou Logon) é o principal afluente do rio Chari (faz portanto parte da bacia endorreica do lago Chade), e percorre zonas pantanosas na maior parte do seu trajeto pelo nordeste dos Camarões e sudoeste do Chade. Parte do rio forma a fronteira Camarões-Chade.
É formado pela confluência do rio Vina (inteiramente camaronês) e do M'Béré, ambos nascidos nos Camarões. O rio Logone tem dois afluentes principais: o rio Pendé (Logone oriental) na prefeitura Ouham-Pendé na República Centro-Africana, e o rio Mbéré (Logone ocidental) no leste dos Camarões. Tem muitos pântanos e terras húmidas em redor.
O rio, com cerca de 1000 km  de comprimento, constitui um importante recurso para as populações que vivem ao longo das suas margens, pois é fonte de pesca, existindo espécies como a perca-do-nilo (Lates niloticus). As planícies de inundação do Logone estão listadas como sítio Ramsar desde 2005
No Chade, as regiões Logone Oriental e Logone Ocidental devem o seu nome a este rio. O rio Logone é o principal afluente do lago Fianga.

## Principais cidades nas suas margens
- Moundou
- Bongor
- Laï
- N'Djamena